# Любосєєвка
Любосє́євка (рос. Любосе́евка або рос. Любасе́евка) — річка, що протікає територією Московської області. Права притока Ворі (лівої притоки Клязьми).
Витік недалеко від міста Фрязіно. Тече весь час на схід. Протікає територією Фрязіно і Щолковського району. Впадає в Ворю біля селища Мєдне-Власово. Довжина річки приблизно 15 км.
Любосєєвка в декількох місцях загачена. На території Фрязіно є два підряд утворених Любосєєвкою Технічних стави, на лівому березі яких знаходиться найбільше фрязінське підприємство ФГУП «НПП „Исток“», а вздовж правого берега верхнього Технічного ставка проходить кінцева ділянка залізниці Москва-Фрязіно Ярославського напрямку Московської залізниці і розташовується платформа Фрязіно-Пасажирська.
За містом Фрязіно Любосєєвка утворює мальовничі Панські ставки, на березі яких, ліворуч за течією річки, знаходиться садиба Гребньова — пам'ятка архітектури та історії федерального (загальноросійського) значення.

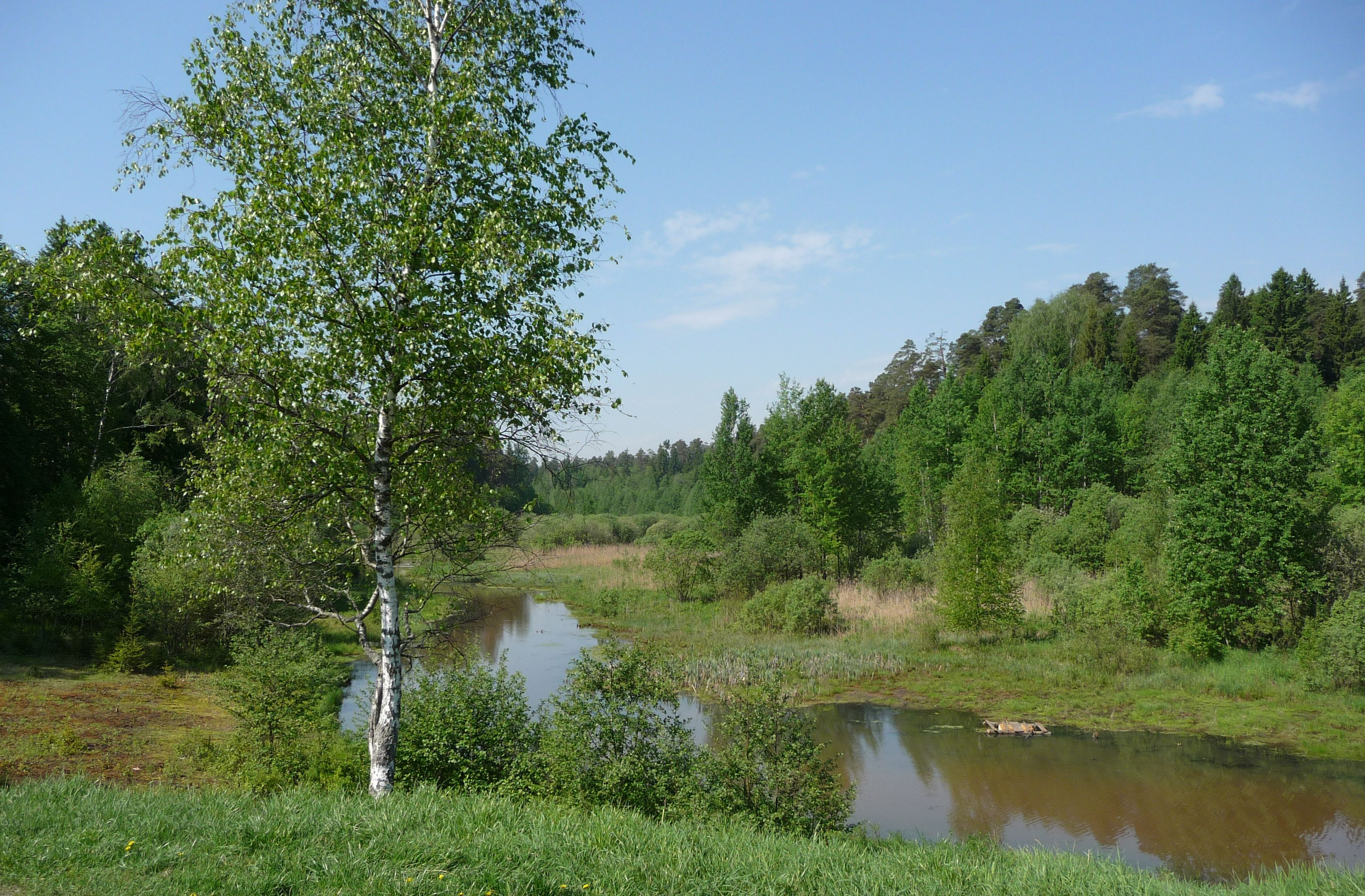
Любосєєвка перед впадінням у річку Ворю

Річка Любосєєвка символічно зображена на гербі і прапорі міста Фрязіно.